# Franz Werfel
Franz Viktor Werfel (10. září 1890 Praha – 26. srpna 1945 Beverly Hills, Kalifornie) byl český, německy píšící židovský spisovatel. Stejně jako Franz Kafka či Max Brod byl členem spolku spisovatelů Pražský kruh. Z hlediska uměleckých směrů bývá Werfel považován za jednoho z čelných představitelů expresionismu.

## Život
Franz Victor Werfel byl synem zámožného pražského židovského rukavičkáře Rudolfa Werfela (1857–1941) a jeho ženy Albiny Werfelové (1870–1964), roz. Kussiové, dcery mlynáře z Plzeňska. Pár se vzal v prosinci 1889 a syn Franz se jim narodil už o devět měsíců později. Manželé Werfelovi měli ještě dcery Hannu (1896–1964), která měla později pletky s rakouským skladatelem Albanem Bergem, a Mariannu Amalii (1899–1965). Blíže měl Werfel jednoznačně ke své starší sestře Hanně, které dokonce předčítal ze svých raných rukopisů. Naopak jeho mladší sestra Mizzi neměla pro bratrovu zálibu v literatuře a „útěk před každodenní realitou“, jak mu napsala v dopise z 26. června 1942, příliš pochopení.
Werfel vyrůstal se svými sestrami v Praze, kde jeho rodiče vlastnili dům v dnešní Opletalově (tehdy Mariánské) ulici. Navštěvoval soukromou obecnou školu piaristů v Panské ulici (Herrengasse), později pak c. k. německé gymnázium na Novém Městě (K. u. k. Deutsches Gymnasium Neustadt, lidově též Grabengymnasium) v ulici Na příkopě a c. k. Akademické gymnázium ve Štěpánské ulici (Stefansgymnasium), kde v té době studovali také Willy Haas a Paul Kornfeld. Coby žák nebyl Werfel nikterak nadaný a tercii musel dokonce opakovat, přesto roku 1909 složil maturitní zkoušku.

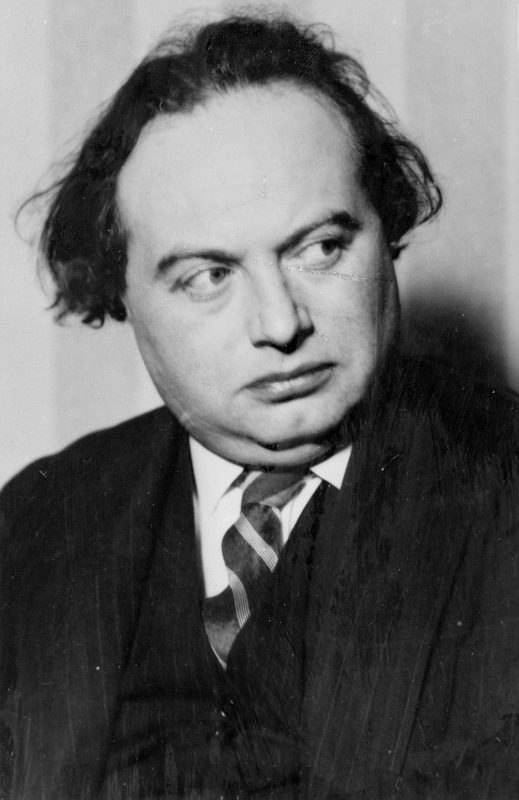
Franz Werfel kolem roku 1930

Werfelova rodina sice pravidelně navštěvovala Maiselovu synagogu, kde Werfel v září 1903 podstoupil obřad bar micva, nepatřila však k ortodoxním vyznavačům židovského náboženství. Werfel sám byl prostřednictvím své chůvy, české katoličky Barbory „Babí“ Šimůnkové, též silně konfrontován s tradicemi a zvyky křesťanství. V mládí Werfel postupně studoval v Lipsku a v Hamburku, byl posádkou na pražských Hradčanech a pracoval v nakladatelství. Před první světovou válkou spolupracoval na vydávání ediční řady Der jüngste Tag (Poslední soud), která se zaměřovala na expresionistická díla. V roce 1911 se se značným úspěchem objevila Werfelova první básnická sbírka Der Weltfreund (česky Přítel světa). Krom Kafky, kterého znal již od studií na gymnáziu, se setkal s německým básníkem Rainerem Mariou Rilkem a spřátelil se s novinářem Karlem Krausem, do jehož novin Die Fackel (Pochodeň) rovněž přispíval. Před vypuknutím první světové války patřil ke skupině pacifistů, v níž byli i Martin Buber či Max Scheler. Jeho pacifismus se projevil i v adaptaci Euripidova dramatu Trojanky (něm. Die Troerinnen) z roku 1915.[zdroj?] V roce 1916 (coby projev solidarity) se zasadil o německý překlad Bezručových Slezských písní a jejich vydání v Lipsku. V předmluvě k tomuto překladu vyzdvihoval Slezské písně i českou literaturu jako celek a vyjadřoval soucit se všemi utlačovanými všech národů.
Za první světové války byl během let 1915 až 1917 nasazen na Východní frontě v Haliči. Později působil v redakci válečných novin ve Vídni.[zdroj?]
Po skončení války zůstal Werfel ve Vídni, kde se seznámil s vdovou po skladateli Gustavu Mahlerovi Almou Mahlerovou. Ta byla v té době provdána za architekta Waltera Gropia, v srpnu 1918 však Werfelovi porodila syna Martina Carla Johannese, který však byl nemocný a nedožil se ani svých prvních narozenin. Za Werfela se Alma provdala až v roce 1929 poté, co na její výslovné přání vystoupil z židovské obce. Žili většinou ve Vídni, podnikli však řadu zahraničních cest, mj. v letech 1925 a 1930 do Egypta a Palestiny.

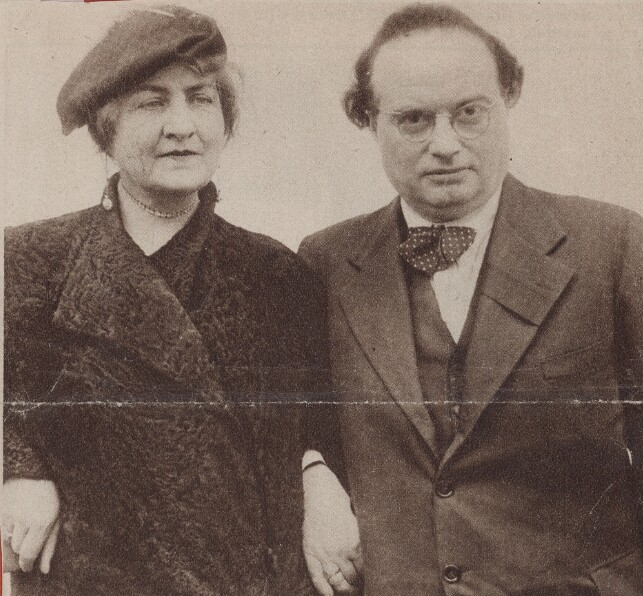
Franz a Alma Werfelovi v New Yorku, 1936

Od 20. let se Werfel živil výhradně jako spisovatel. Psal poezii, dramata i romány, z nichž prvním byl roku 1924 životopisný román o Werfelem obdivovaném skladateli Giuseppu Verdim. Inspirován svými cestami po východních zemích napsal na počátku 30. let historický román Die vierzig Tage des Musa Dagh (česky Čtyřicet dnů) o masových vraždách Arménů Turky v roce 1915. Román vyšel v roce 1933. Po četných stížnostech ze strany turecké diplomacie byl román v únoru 1934 zakázán podle § 7 Vyhlášky říšského prezidenta pro ochranu německého národa z důvodu „ohrožování veřejné bezpečnosti a pořádku“. Werfel sám byl pak současně vyloučen z Pruské akademie umění.
Třebaže Werfel zprvu neprojevoval známky obav ze vzestupu nacistů, opustili v roce 1938 Werfelovi Rakousko a usadili se nejprve ve Francii. Po vyostření politické situace a počátku války se rozhodli emigrovat do zámoří. Během svého útěku mj. v září 1940 přešli pěšky přes Pyreneje a v Lisabonu se pak nalodili na zaoceánskou loď Nea Hellas. Na východní pobřeží Spojených států amerických dorazili Werfelovi ve společnosti spisovatele Heinricha Manna a jeho synovce, filozofa Golo Manna, taktéž prchajících původně z Francie, v říjnu 1940. V prosinci 1940 se pak přesunuli do Los Angeles, které se jim stalo novým domovem.
Při útěku přes poutní město Lurdy se Werfel údajně zapřisáhl, že pokud se mu podaří uniknout, napíše knihu o sv. Bernadettě Soubirous, dívce z Lourd, jíž se v roce 1858 zjevila Panna Marie. Po svém příchodu do Ameriky Werfel tento slib skutečně splnil. Úspěšný román Das Lied von Bernadette (česky Píseň o Bernadettě) vyšel nejprve roku 1941 v němčině v exilovém nakladatelství ve Stockholmu, o rok později pak i v angličtině.
V létě roku 1941 zemřel v Marseille Werfelův otec. Jeho matce se krátce nato podařilo z Evropy uniknout a usadila se v New Yorku.
Franz Werfel zemřel na infarkt v Beverly Hills v roce 1945.

## Dílo
| „Víš, Felice, Werfel je skutečně div, když jsem četl poprvé knihu ‚Přítel světa‘ (slyšel jsem ho už předtím recitovat básně), myslel jsem, že mě nadšení, které ve mně budil, dožene k nepříčetnosti. Ten člověk umí ohromné věci.“ |
| Franz Kafka v dopise Felici, 12. 12. 1912 |

Werfelovo dílo je velmi obsáhlé. Čítá rozsáhlé romány, kratší prozaická díla, dramata i básně. S psaním začal Werfel velmi brzy, nejpozději na gymnáziu, a ještě před složením maturity se dočkal první publikace v denním tisku. Vídeňský deník Die Zeit (Čas) zveřejnil v neděli 23. února 1908 ve své příloze Werfelovu báseň „Die Gärten der Stadt Prag“. Podle některých zdrojů se tak stalo na základě zprostředkování Maxem Brodem, jehož s Werfelem seznámil jeho dobrý přítel Willy Haas.
Brzy následovaly další časopisecké publikace, osudový pro Werfelovu další kariéru však byl nebývalý úspěch jeho debutové sbírky básní Der Weltfreund (Přítel světa), která vyšla roku 1911 v nakladatelství Axela Junckera v Berlíně. Karl Kraus, který si Werfelovu tvorbu zprvu velmi pochvaloval, otiskl ještě před vydáním sbírky několik básní v Der Fackel a doporučil je svým čtenářům, což jistě značně přispělo k tomu, že se první, čtyřtisícový náklad velmi záhy vyprodal.
Na úspěch Werfel zčásti navázal dnes už méně známými sbírkami Wir sind (1913, Jsme), Einander (1915, Navzájem) a Der Gerichtstag (1919, Den soud) a jeho tvorba byla zařazena do antologie expresionistické lyriky Menschheitsdämmerung (1919/1920) editora Kurta Pinthuse.

## Ukázka z díla

Franz Werfel, fotografie Carl van Vechten, 1940

„Modlitba za dar řeči“ (Gebet um Sprache) ze sbírky Schlaf und Erwachen (1935), z němčiny přel. Hana Žantovská
Nedávej mi moc nad řečí,

dej mi moc nade mnou!

Nestojím o to navlékat hbitými prsty

slabiky jako hladké kuličky.

Dovol mi na nečekaném zákrutu cesty

potkat tě v trnitém keři slova,

v prastarém rozervaném keři,

jenž hoří namodralým plamenem

tvého podobenství!
F. Werfel, Modlitba za dar řeči, 1935

### Romány

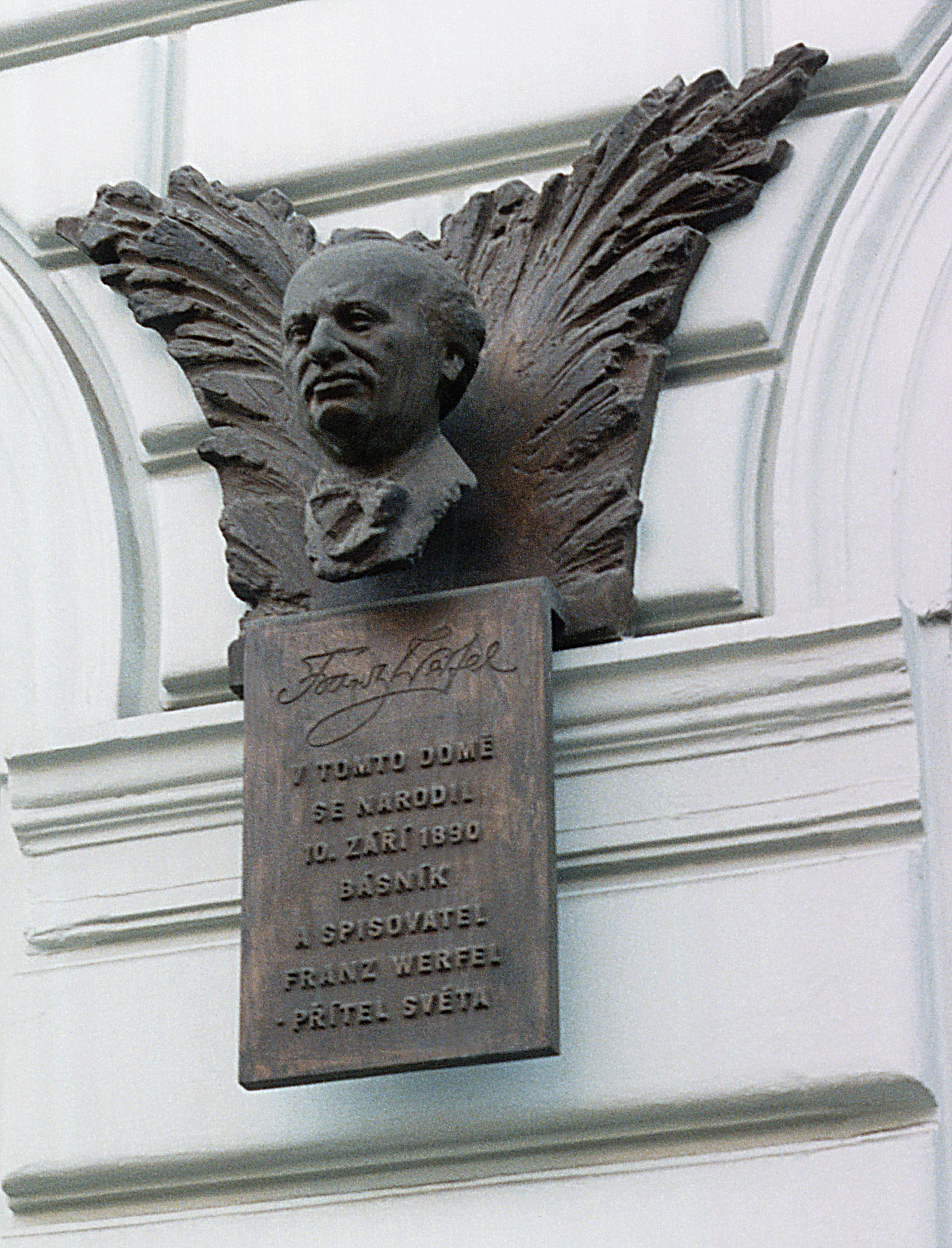
Pamětní deska Franze Werfela na jeho rodném domě

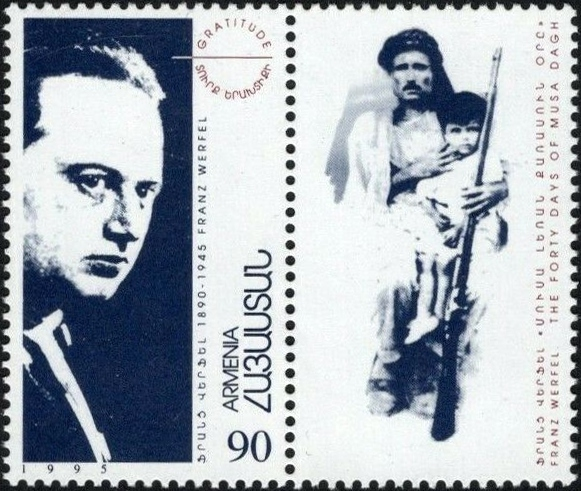
Arménská známka (1995)
Franz Werfel a román Čtyřicet dnů